# Colayrac-Saint-Cirq

Colayrac-Saint-Cirq este o comună în departamentul Lot-et-Garonne din sud-vestul Franței. În 2009 avea o populație de 2.850 de locuitori.

## Evoluția populației
| An        | 1975  | 1982  | 1990  | 1999  | 2006  | 2009  |
| --------- | ----- | ----- | ----- | ----- | ----- | ----- |
| Populație | 2.551 | 2.645 | 2.653 | 2.717 | 2.823 | 2.850 |